# Dilophus flavicrus
Dilophus flavicrus är en tvåvingeart som beskrevs av Hardy 1982. Dilophus flavicrus ingår i släktet Dilophus och familjen hårmyggor. Inga underarter finns listade i Catalogue of Life.